# Diproctacanthus xanthurus
Diproctacanthus xanthurus es una especie de peces de la familia Labridae en el orden de los Perciformes.

## Morfología
Los machos pueden llegar alcanzar los 10 cm de longitud total.

## Distribución geográfica
Se encuentra en las Filipinas, República de Palau, Indonesia, Nueva Guinea y la Gran Barrera de Coral.